# 빵과 우유
《빵과 우유》(Bread And Milk, Kruh In Mleko)는 슬로베니아에서 제작된 얀 치트코비치 감독의 2001년  영화이다. 피터 무세브스키 등이 주연으로 출연하였다. 74회 아카데미상의 아카데미 외국어 영화상에 제출되었으나 후보로 지명되지 못했다.

## 출연

### 주연
- 피터 무세브스키